# Larva eruciforme

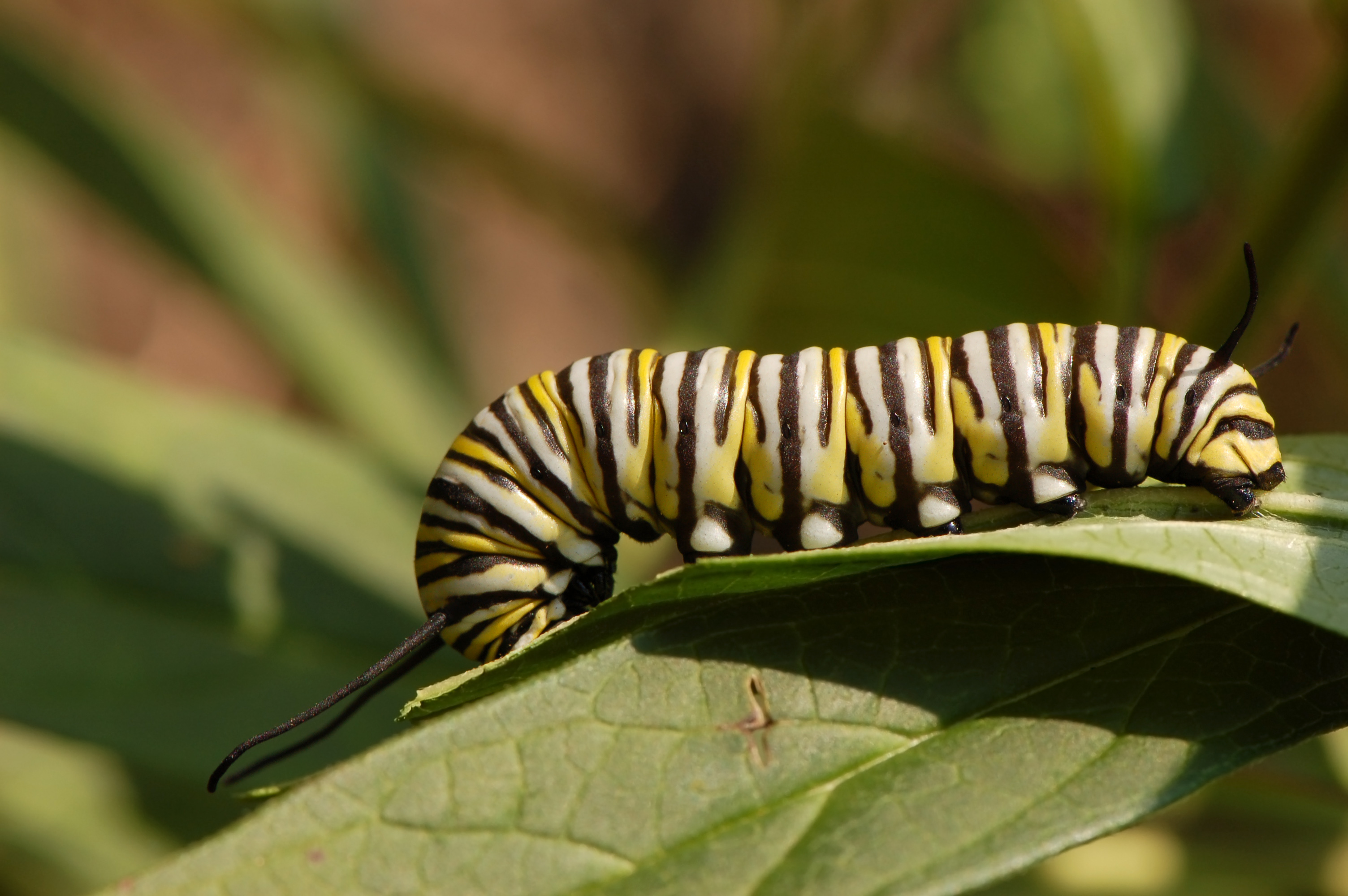
Larva (bruco) di Farfalla Monarca, Danaus plexippus (Lepidoptera: Nymphalidae).

La larva eruciforme o polipode è uno stadio giovanile di Insetti olometaboli la cui morfologia è caratterizzata dal corpo più o meno allungato e cilindrico, marcatamente suddiviso in metameri poco differenziati, con tegumento molle.

## Morfologia

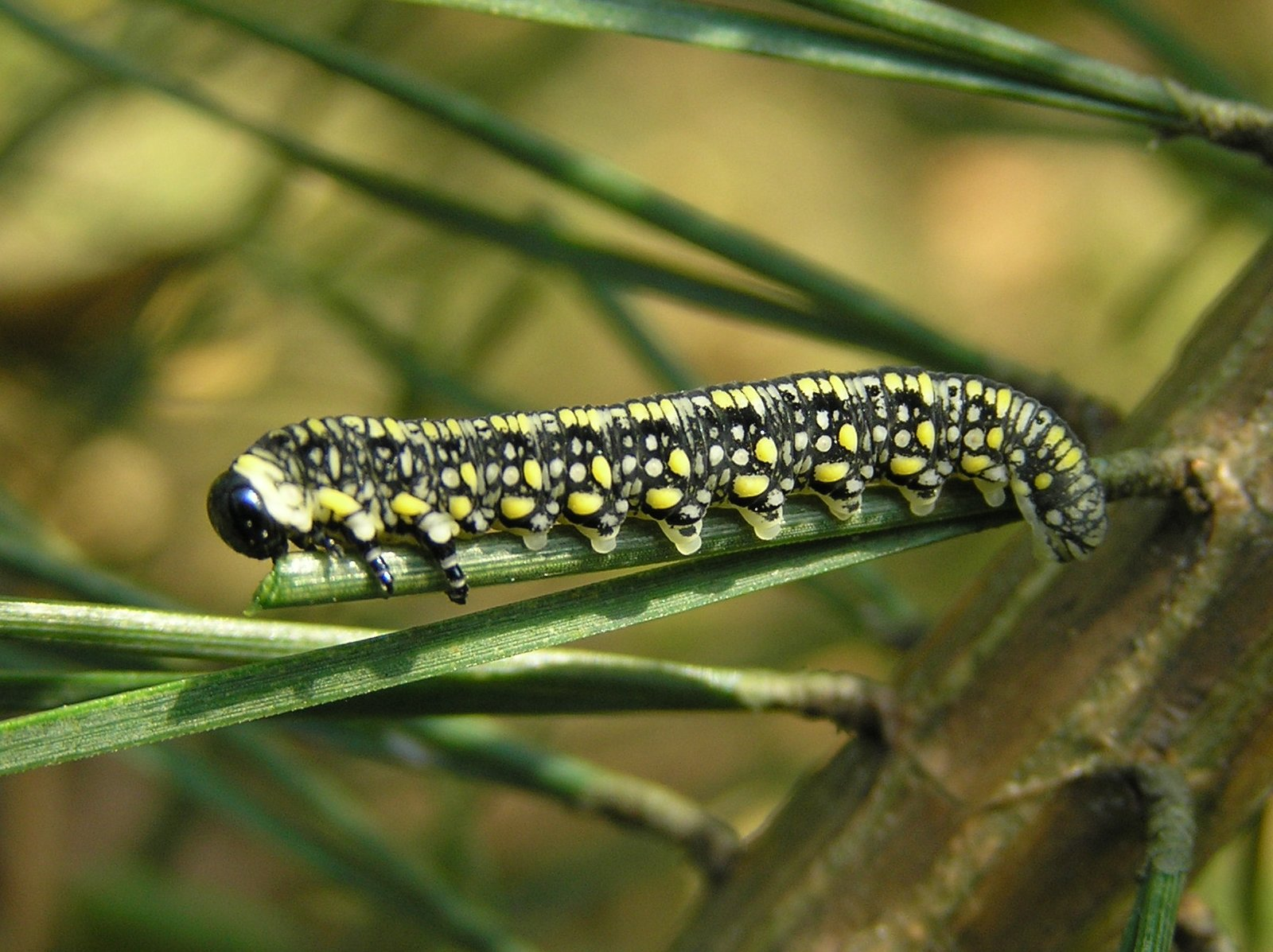
Larva di Diprion similis (Hymenoptera: Tenthredinidae).

Il termine polipode è dovuto alla presenza di pseudozampe in alcuni segmenti addominali oltre alle vere zampe, un paio per ogni segmento toracico; il termine eruciforme è dovuto all'aspetto tipico di bruco (dal latino eruca, "bruco") che hanno queste larve. Infatti il bruco dei Lepidotteri è la larva eruciforme per antonomasia. Larve eruciformi sono presenti, oltre che nella generalità dei Lepidotteri, anche nei Mecotteri e negli Imenotteri Sinfiti.
Il capo è provvisto di antenne e occhi rudimentali (stemmata), simili ad ocelli ma con funzioni analoghe a quelle degli ommatidi dell'occhio composto. L'apparato boccale è di tipo masticatore, con mandibole e mascelle atte alla assunzione di alimenti solidi e alla loro triturazione.
Il torace porta un paio di zampe per ogni segmento, tipicamente tozze e brevi. L'addome porta un certo numero di appendici non articolate, che integrano la funzione deambulatoria delle zampe toraciche e sono perciò dette pseudozampe, di forma tozza e conica.
In alcune forme sono presenti appendici dorsali retrattili o meno, che possono avere varie funzioni. Fra queste le più caratteristiche sono l'osmeterium dei Lepidotteri Papilionidi, un processo ghiandolare retrattile, e il cornetto dei Lepidotteri Sfingidi; il primo è localizzato nel torace, il secondo nella parte terminale dell'addome.

## Pseudozampe

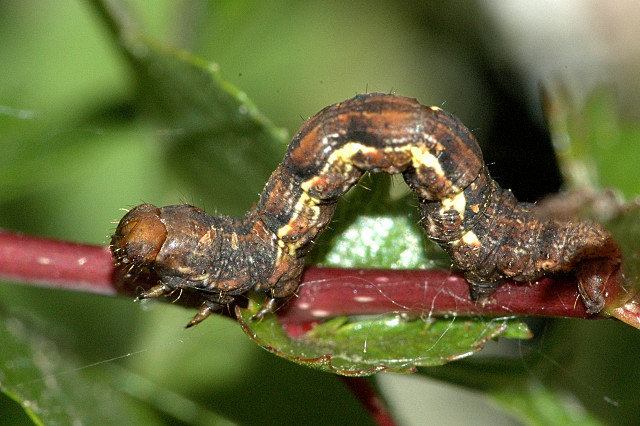
Larva (bruco) di Ectropis crepuscularia (Lepidoptera: Geometridae).

Il numero e la posizione delle pseudozampe è il principale carattere morfologico che permette di distinguere il gruppo sistematico a cui fa capo una larva eruciforme:
- Nelle larve polipode dei Mecotteri sono presenti 8 paia di pseudozampe, portate dagli uriti I-VIII.
- Nelle larve polipode degli Imenotteri Sinfiti sono presenti da 5 a 7 paia di pseudozampe, portati dal II al VI-VIII urite.
- Nei bruchi dei Lepidotteri sono presenti tipicamente cinque paia di pseudozampe, di cui 4 sono portate dal terzo al sesto urite e la quinta dal X urite. In alcuni gruppi sistematici dei Lepidotteri, tuttavia, il numero di pseudozampe può ridursi. In particolare, nei Geometridi si hanno solo due paia di pseudozampe, al VI e al X urite, e nei Nottuidi  tre paia, al V, VI e X urite.

## Abitudini

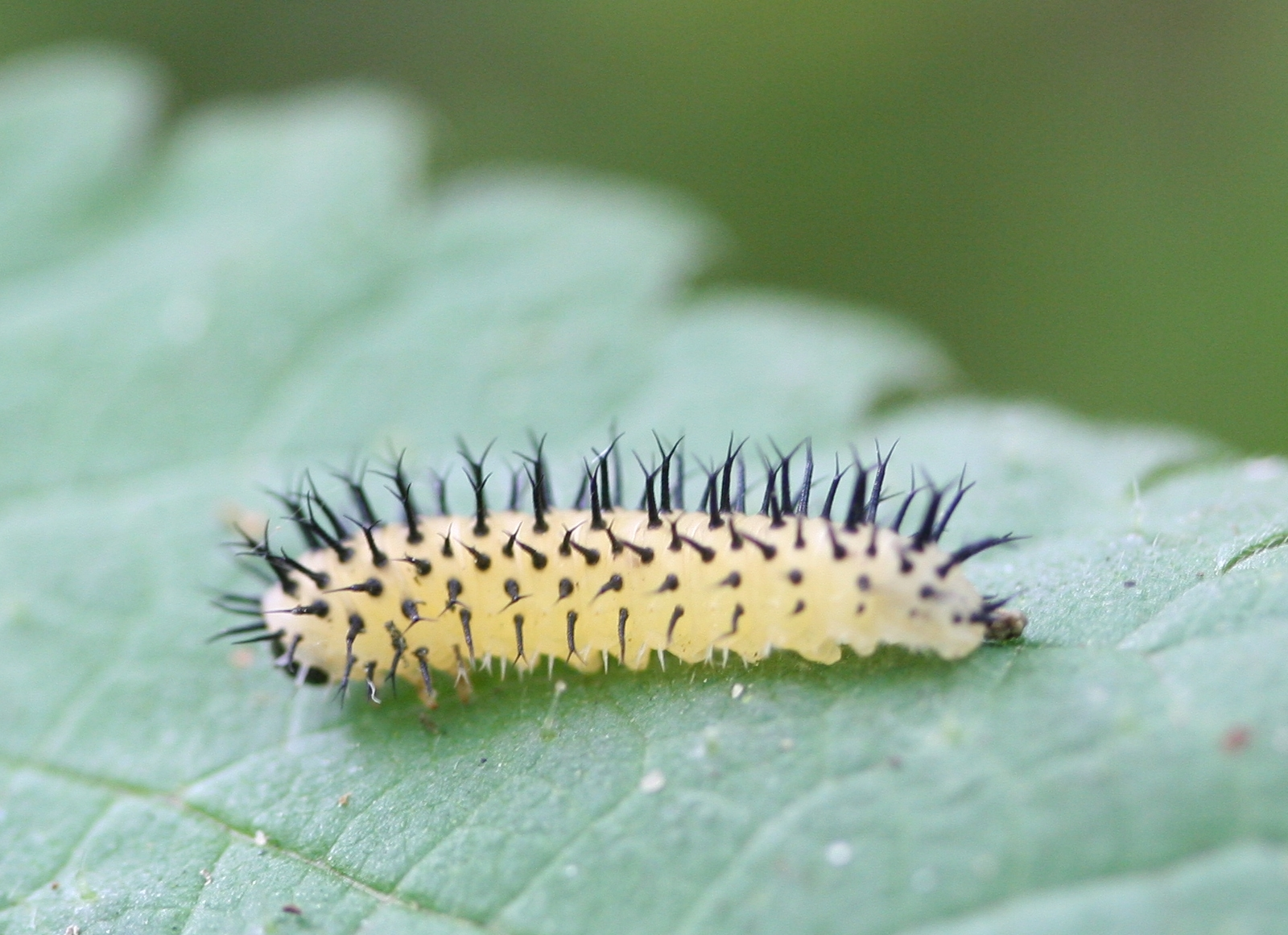
Larva di Periclista lineolata (Hymenoptera: Tenthredinidae).

Nella maggior parte delle specie, la larva eruciforme è associata alla fitofagia, con regimi dietetici svariati: le larve eruciformi possono infatti nutrirsi, secondo le specie, di foglie (fillofaghe), fiori (antofaghe), frutti (carpofaghe), legno (xilofaghe), ecc., ma non mancano le forme zoofaghe (Mecotteri e, raramente, Lepidotteri). Secondo le specie e il substrato alimentare vivono all'aperto oppure all'interno di gallerie scavate nell'organo attaccato, dette mine.
Per la lentezza dei movimenti, queste larve possono essere facilmente predate, perciò dispongono spesso di meccanismi di difesa che consistono secondo i casi nella secrezione di sostanze repellenti, nel rivestimento del tegumento con peli e setole urticanti, nella presenza di processi o forme che conferiscono un aspetto minaccioso.
Un singolare comportamento è la locomozione delle larve dei Geometridi: la presenza di due sole paia di pseudozampe nella parte posteriore dell'addome, fa sì che questi bruchi procedano alternando la distensione del corpo e il suo ripiegamento a V, con la parte mediana sollevata, ricordando vagamente la forma del compasso. Da ciò derivano sia il nome scientifico della famiglia sia il nome comune di misurino.